# Cruz Quebrada - Dafundo
Cruz Quebrada - Dafundo is een freguesia in de Portugese gemeente Oeiras en telt 6591 inwoners (2001).